# Chalermpong Kerdkaew
Chalermpong Kerdkaew (Thai: เฉลิมพงษ์ เกิดแก้ว; * 7. November 1986 in Lop Buri), auch unter dem Namen Ball (Thai: บอล) bekannt, ist ein thailändischer Fußballspieler.

## Karriere

### Verein
Das Fußballspielen erlernte Chalermpong Kerdkaew auf der Pra Narai School und dem Lopburi FC. Seinen ersten Vertrag unterschrieb er 2007 beim Lopburi FC, der damals in der Provincial League spielte. 2008 wechselte er zu Buriram PEA, einem Verein, der in Buriram beheimatet ist und in der ersten Liga, der Thai Premier League, spielte. Von 2010 bis 2011 wurde er an den Drittligisten Songkhla United FC ausgeliehen. 2013 wechselte er nach Chainat zum Ligakonkurrenten Chainat Hornbill FC. Nach 22 Spielen ging er 2014 nach Korat und schloss sich dem damaligen Zweitligisten Nakhon Ratchasima FC an. Nachdem der Verein 2014 Meister der zweiten Liga wurde, stieg man in die erste Liga auf. Bis heute spielt er für den Verein. Nach über 200 Erstligaspielen wurde sein Vertrag im Dezember 2021 nochmals verlängert. Im Sommer 2022 wurde sein Vertrag bei Swat Cat aufgelöst. Für den Verein bestritt er mehr als 200 Ligaspiele. Ende Juli 2022 unterschrieb er einen Vertrag beim Chonburi FC. Für den Verein aus Chon BuriChonburi bestritt er 27 Ligaspiele. Im Sommer 2023 kündigte er seinen Vertrag, da er sich um seine Mutter, die in der Provinz Lopburi lebt, kümmern möchte. Im Januar 2024 kehrte er nach Chonburi zurück. Am Ende der Saison 2023/24 musste er mit dem Verein in die zweite Liga absteigen. Nach dem Abstieg wurde sein Vertrag in Chonburi nicht verlängert. Anfang Juli 2024 nahm ihn der Erstligaaufsteiger Rayong FC unter Vertrag. Nach einer Spielzeit, in der er 23 Ligaspiele bestritt, wurde sein Vertrag im Sommer 2025 nicht verlängert. Im Juli 2025 unterschrieb er in Roi Et einen Vertrag beim Drittligisten Roi Et United FC.

### Nationalmannschaft
Von 2017 bis heute spielte Chalermpong Kerdkaew 19 Mal für die thailändische Nationalmannschaft. Sein Debüt gab er am 6. Juni 2017 in einem Freundschaftsspiel gegen Usbekistan.

## Erfolge

### Verein
Buriram United
- Thailändischer Meister: 2008
- Thailändischer Pokalsieger: 2012
- Thailändischer Ligapokalsieger: 2012

Nakhon Ratchasima FC
- Thailändischer Zweitligameister: 2014  ▲

### Nationalmannschaft
Thailand
- Kings Cup: 2017

## Auszeichnungen
Thai League
- Spieler des Monats: März 2019
- Best XI: 2020/21